# Ça grenouille dans le Califat

Ça grenouille dans le Califat est un épisode de la série de l'album de bande dessinée Les Complots d'Iznogoud, scénarisé par René Goscinny et illustré par Jean Tabary.

## Résumé
L'ignoble vizir Iznogoud et son fidèle homme de main Dilat Laraht se promènent dans la campagne "pour se changer les idées". Soudain, une grenouille interpelle Iznogoud en lui demandant de lui faire la bise. Dilat Laraht se dévoue et se change en grenouille, tandis que l'ex-grenouille est revenue dans son état normal : un prince de sang royal. Il explique au vizir que quiconque embrasse la grenouille devient grenouille à sa place. Iznogoud projette alors de changer le calife en grenouille en lui demandant de l'embrasser : ainsi, il pourra devenir calife à la place du calife ! Pour la première - et unique - fois dans ses albums, Iznogoud devient enfin calife ! Mais le prince de sang royal prend sa place, car son rang de noblesse le fait prévaloir sur le siège du califat. Après de nombreuses transformations, Iznogoud arrive à faire revenir le calife. Il va donc chercher le prince pour lui montrer que le calife est revenu, mais le voici rechangé en grenouille. Croyant en un complot, le prince ordonne de tuer Iznogoud : la seule solution pour ce dernier est d'embrasser le calife-grenouille pour devenir grenouille et être ainsi protégé. En définitive, le calife redevient calife, le prince lui est soumis, et Iznogoud... partage un bocal avec Dilaht Larath...

## Personnages présents ou cités

### Personnages récurrents de la série (par ordre d'apparition)
- Dilat Laraht
- Iznogoud
- Haroun El Poussah
- Le prince de sang royal, fils de Rachid El Abrasif.

### Personnages inédits
- Rachid El Abrasif (cité).

## Jeux de mots et calembours
- planche 1, case 4 : "S'il fallait s'arrêter chaque fois qu'une grenouille vous coasse les pieds!"
- planche 2, case 9 : "Coâ ?" (au lieu de "quoi ?" ; répété plusieurs fois dans l'histoire).
- planche 3, case 3 : "Si tu ne marches pas, je te fais aussi grosse qu'un bœuf, moi !"
- planche 5, case 7 : "frira bien qui frira le dernier !"
- planche 6, case 4 : "Ne m'oblige pas à faire frire un frère !"
- planche 7, case 1 : "Je me suis engagé pour embrasser une carrière, et voilà où nous en sommes !..."

## Publications
- Record n° 42 d'octobre 1965.
- Les Complots d'Iznogoud, éd. Dargaud, 1967.